# 屈桑斯
屈桑斯（法語：Cusance，法語發音：[kyzɑ̃s]）是法国杜省的一个市镇，属于贝桑松区。

## 地理
屈桑斯（47°19'26"N, 6°26'18"E）面积4.04 平方千米，位于法国勃艮第-弗朗什-孔泰大區杜省，该省份为法国东部内陆省份，北起上索恩省，西接汝拉省，东部及东南部与瑞士接壤，东北部与贝尔福地区省接壤。
与屈桑斯接壤的市镇（或旧市镇、城区）包括：洛蒙叙克雷特、拉南、蒙蒂韦尔纳日、塞尔万、吉永莱班。

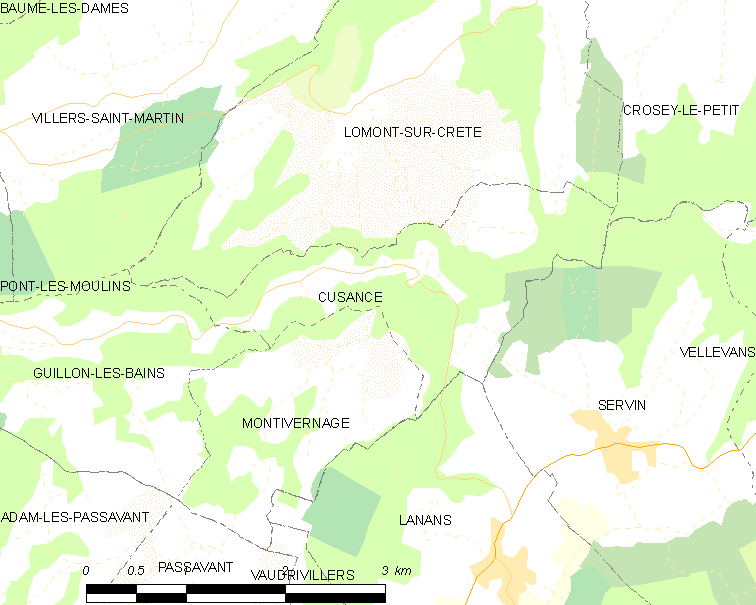
屈桑斯的OSM定位图

屈桑斯的时区为UTC+01:00、UTC+02:00（夏令时）。

## 行政
屈桑斯的邮政编码为25110，INSEE市镇编码为25183。

## 政治
屈桑斯所属的省级选区为博姆莱达姆县。

## 人口

1962-2008年间屈桑斯人口变化图示

屈桑斯于2022年1月1日时的人口数量为76人。